# D. J. Carey
Denis Joseph Carey, né le 11 novembre 1970 à Gowran dans le Comté de Kilkenny, est un joueur de hurling Irlandais. Il joue pour le club de Young Irelands GAA de 1988 à 2007 et est sélectionné dans l’équipe du Comté de Kilkenny de 1990 à 2005.
Carey est considéré comme un des plus grands hurlers de sa génération ; certains commentateurs le placent même parmi les plus grands joueurs de tous les temps,,. L’appartenance de Carey parmi les grands noms du hurling repose néanmoins une évidence à la vue de son palmarès. En 15 ans de carrière, il a remporté 5 titres de champion d'Irlande, 10 championnats du Leinster, 4 ligues nationales de hurling et 2 Railway Cup. Il totalise 34 buts et 195 points marqués en 57 matchs de championnat inter-comté, ce qui fait de lui un des cinq meilleurs marqueurs de tous les temps. Il a été sélectionné à 57 reprises dans l’équipe de Kilkenny GAA, ce qui le place à la troisième place derrière Eddie Keher et Henry Shefflin.
DJ Carey a aussi reçu un certain nombre de récompenses personnelles. En 1993 il reçoit le titre de meilleur joueur décerné par le sponsor Texaco. Sept ans plus tard il obtient ce trophée une deuxième fois et y rajoute celui de meilleur joueur décerné par l’Association des joueurs de sports gaéliques. En 2000, nombreux ont été ceux qui se sont étonnés de ne pas voir Carey apparaitre dans l’équipe du Millénaire. En 2002, Carey égale le record de Pat Spillane en récoltant une neuvième citation dans l’équipe All-Star .

## Biographie
Denis Joseph Carey nait à Waterford dans une famille nombreuse : il a dix frères et huit sœurs. Une de ses sœur, Catriona, est une des stars de l’équipe d’Irlande féminine de hockey sur gazon et a été sélectionné à de nombreuses reprises dans l’équipe de Kilkenny de Camogie. Son frère Martin Carey a lui aussi été membre de l’équipe de hurling de Kilkenny en tant que gardien de but remplaçant. Carey est donc issu d’une famille très  sportive, en droite ligne d’une histoire familiale : Sa tante Peggy Carey a remporté à quatre reprises le championnat d'Irlande de camogie et son grand-oncle Paddy Phelan est une icône du hurling des années 1930 qui a été élu parmi l’équipe du siècle et dans celle du Millénaire
Carey est à l’école au St. Kieran's College, la grande pépinière  du hurling à Kilkenny. Pourtant jusqu’à l’âge de 12 ans, il n’a pas choisi le sport qu’il voulait pratiquer prioritairement, hésitant entre le hurling et le football gaélique. Il s’oriente même dans un premier temps vers le football gaélique. Mais comme cette discipline n’est pas la priorité du comté de Kilkenny (l’association athlétique gaélique locale a même pendant de très nombreuses années fait le choix de ne présenter aucune équipe senior en championnat d'Irlande de football gaélique), Carey passe rapidement et définitivement au hurling. Les années 1970 et 1980 sont de très grandes années pour le hurling de Kilkenny avec de grandes stars comme Eddie Keher, Frank Cummins et Billy Fitzpatrick qui sont des exemples pour le jeune Carey. Avec son collège il remporte deux Dr. Croke Cup, le championnat d'Irlande scolaire, consécutivement, en 1988 et 1989.
À côté du sport, DJ Carey est le dirigeant de l’entreprise qu’il a créé, D.J. Carey Enterprises. Basé dans sa petite ville de Gowan, l’entreprise est un grossiste en produits d’hygiène.
La vie privée de Carey et de sa famille a toujours été scrutée avec attention par les médias irlandais et a fait l’objet de nombreuses rumeurs souvent inexactes. Ainsi la séparation avec celle qui fut sa femme pendant sept ans et qui est la mère de ses deux enfants est annoncée avec fracas juste avant la finale du All-Ireland 2003, est en fait intervenue depuis plus d’un an.
En 2004, Carey parle pour la première fois de sa rupture pour présenter sa nouvelle relation amoureuse avec une milliardaire anglaise Sarah Newman
Carey est aussi loué pour ses activités charitables en Irlande comme à l’étranger .

## Sa carrière sportive

### Avec Young Irelands GAA
D.J. Carey joue dans le club de sa ville Gowran, Young Irelands GAA. Il a connu de nombreux succès dans les catégories de jeunes. Il jouait à l’époque au poste de gardien de but. Carey intègre l’équipe senior de Young Irelands au début des années 1990 et remporte le titre de champion de Kilkenny en catégorie junior en 1992 . Grâce à cette victoire le club intègre les rangs des principaux clubs du comté. Six années après, il remporte une deuxième victoire en championnat de Kilkenny cette fois en catégorie senior après avoir vaincu Dunnamaggin GAA sur le score de 3-14 à 1-15 .
En 1959 Keher gagne un troisième championnat du Leinster alors qu’il en même temps capitaine de l’équipe du college. Il emmène par la suite son équipe vers un deuxième titre national cette fois contre Abbey School de Tipperary. Lors de ce match Carey donne une remarquable démonstration de hurling marquant deux buts et sept points.
D.J. Careyjoue son dernier match avec Young Irelands en 2007 pour un match de relégation contre Mullinavat GAA à Nowlan Park.

## Statistiques

### Classement des marqueurs de points
D. J. Carey est le cinquième meilleur marqueur de points de l'histoire du hurling.
| Rang | Joueur         | Équipe    | Points          | Matchs | Années        | Moyenne |
| ---- | -------------- | --------- | --------------- | ------ | ------------- | ------- |
| 1    | Henry Shefflin | Kilkenny  | 23-390 (460pts) | 52     | 1999–en cours | 8.8     |
| 2    | Eddie Keher    | Kilkenny  | 35-334 (439pts) | 50     | 1959–1977     | 8.8     |
| 3    | Eoin Kelly     | Tipperary | 17-319 (377pts) | 49     | 2000–en cours | 7.6     |
| 4    | Christy Ring   | Cork      | 33-208 (305pts) | 64     | 1940–1963     | 4.8     |
| 5    | D. J. Carey    | Kilkenny  | 34-195 (297pts) | 57     | 1989–2005     | 5.2     |

## Palmarès

### Young Irelands
- Kilkenny Senior Hurling Championship:
  - Vainqueur (2): 1996, 2002

#### Kilkenny
- All-Ireland Senior Hurling Championship:
  - Vainqueur(5): 1992, 1993, 2000, 2002, 2003
  - Finaliste (4): 1991, 1998, 1999, 2004
- Leinster Senior Hurling Championship:
  - Vainqueur (10): 1991, 1992, 1993, 1998, 1999, 2000, 2001, 2002, 2003, 2005
- Ligue nationale de hurling:
  - Vainqueur(4): 1989-1990, 1994-1995, 2003, 2005
- All-Ireland Under-21 Hurling Championship:
  - Vainqueur (1): 1990

#### Leinster
- Railway Cup:
  - Vainqueur (2): 1993, 1998
  - Finaliste (3): 1994, 1996, 2000

### Personnel
- All-Star : 1991, 1992, 1993, 1994, 1995, 1997, 1999, 2000, 2002
- Joueur de l’année (Texaco) : 1993, 2000
- Joueur de l’année (Associations des joueurs de sports gaéliques) : 2000